# Михайловский (Кемеровский район)
Миха́йловский — посёлок в Кемеровском районе Кемеровской области. Входит в состав Елыкаевского сельского поселения.

## География
Центральная часть населённого пункта расположена на высоте 141 метра над уровнем моря.

## Население
По данным Всероссийской переписи населения 2010 года, в посёлке Михайловский не проживает постоянного населения.